# Mustelus asterias
La musola dentuda (Mustelus asterias) es un tiburón de la familia Triakidae, que habita en las plataformas continentales del Atlántico nororiental entre las latitudes 61° N y 16º N, desde la superficie hasta los 350 m de profundidad. Alcanza una longitud máxima de 1,4 m.